# Alexeï Tsvetkov
Pour les articles homonymes, voir Tsvetkov.
Œuvres principales
Un nuage d'or sur le Caucase
Alexeï Viatcheslavovitch Tsvetkov (en russe : Алексе́й Вячесла́вович Цветко́в), né le 2 mars 1975 à Nijnevartovsk, est un écrivain russe de la contre-culture, de sensibilité de gauche et lauréat du prix Andreï Biély en octobre 2014. Il demeure à Moscou.

## Biographie
Il termine en 1998 l'institut de littérature Maxime-Gorki de Moscou,. Il dirige avec Stanislas Markelov le syndicat activiste Défense étudiante, le Comité de la révolution culturelle (Комитет культурной революции),, l'Internationale violette, et d'autres organisations proche de l'anarchisme ou de la nouvelle gauche révolutionnaire. Depuis 1996, il travaille au journal Limonka, et dans les années suivantes pour différents blogs et sites Internet de sensibilité anarchiste (comme anarh.ru). En 1999, il travaille pour Radio Résonance et il dirige entre autres l'émission Drapeau rouge pour Radio populaire.
Il enseigne à l'Université nouvelle où il donne un cours sur La guerre de l'information et L'art avant-gardiste et fréquente les situationnistes, etc. 
En octobre 2014, il reçoit le prix Andreï Biély pour son livre en prose Le Roi des noyés (Король утопленников). Il reçoit an janvier 2015 le prix littéraire NOS (Новая Словесность) pour ce même livre,.
En octobre 2015, son livre Marx, Marx à gauche! (Маркс, Маркс левой!) fait partie des titres nominés pour le prix «НОС» (NOS).
À partir de novembre 2015, il est observateur littéraire pour le site Internet gazeta.ru
En février 2017, son livre Le Marxisme comme style (Марксизм как стиль) entre dans la liste du prix Bestseller national.